# The Very Best of Billy Idol: Idolize Yourself
The Very Best of Billy Idol: Idolize Yourself es un álbum recopilatorio del músico británico Billy Idol, publicado en los Estados Unidos el 24 de junio de 2008. Contiene 16 éxitos del artista y dos nuevas canciones: "John Wayne" y "New Future Weapon".

## Lista de canciones
| The Very Best of Billy Idol: Idolize Yourself |                                                 |                                                          |          |  |
| N.º                                           | Título                                          | Escritor(es)                                             | Duración |  |
| 1.                                            | «Dancing with Myself» (Versión de Generation X) | Billy Idol, Tony James                                   | 4:51     |  |
| 2.                                            | «Hot in the City»                               | Idol                                                     | 3:33     |  |
| 3.                                            | «White Wedding»                                 | Idol                                                     | 4:13     |  |
| 4.                                            | «Rebel Yell»                                    | Idol, Steve Stevens                                      | 4:47     |  |
| 5.                                            | «Eyes Without a Face»                           | Idol, Stevens                                            | 4:58     |  |
| 6.                                            | «Flesh for Fantasy»                             | Idol, Stevens                                            | 4:38     |  |
| 7.                                            | «Catch My Fall»                                 | Idol                                                     | 3:42     |  |
| 8.                                            | «To Be a Lover»                                 | William Bell, Booker T. Jones                            | 3:53     |  |
| 9.                                            | «Don't Need a Gun»                              | Idol                                                     | 5:24     |  |
| 10.                                           | «Sweet Sixteen»                                 | Idol                                                     | 4:15     |  |
| 11.                                           | «Mony Mony»                                     | Tommy James, Bo Gentry, Richie Cordell, Bobby Bloom      | 5:00     |  |
| 12.                                           | «Cradle of Love»                                | Idol, David Werner                                       | 4:39     |  |
| 13.                                           | «L.A. Woman»                                    | Jim Morrison, Robby Krieger, Ray Manzarek, John Densmore | 4:04     |  |
| 14.                                           | «Shock to the System»                           | Idol, Mark Younger-Smith                                 | 3:37     |  |
| 15.                                           | «Speed»                                         | Idol, Stevens                                            | 4:17     |  |
| 16.                                           | «World Comin' Down»                             | Idol, Brian Tichy                                        | 3:34     |  |
| 17.                                           | «John Wayne»                                    | Idol, Tichy, Derek Sherinian                             | 4:15     |  |
| 18.                                           | «New Future Weapon»                             | Idol, Tichy                                              | 3:56     |  |

## Créditos
Producido por Keith Forsey excepto:
- "Shock To The System" (Robin Hancock)
- "Speed" (Ralph Sall, Billy Idol & Steve Stevens)
- "John Wayne" & "New Future Weapon" (Josh Abraham)